# Израильский институт демократии
Израильский институт демократии (ивр. המכון הישראלי לדמוקרטיה‎), основанный в 1991 году, является независимым центром исследований и действий, посвященных укреплению основ израильской демократии. Находится в Иерусалиме, Израиль.

## История

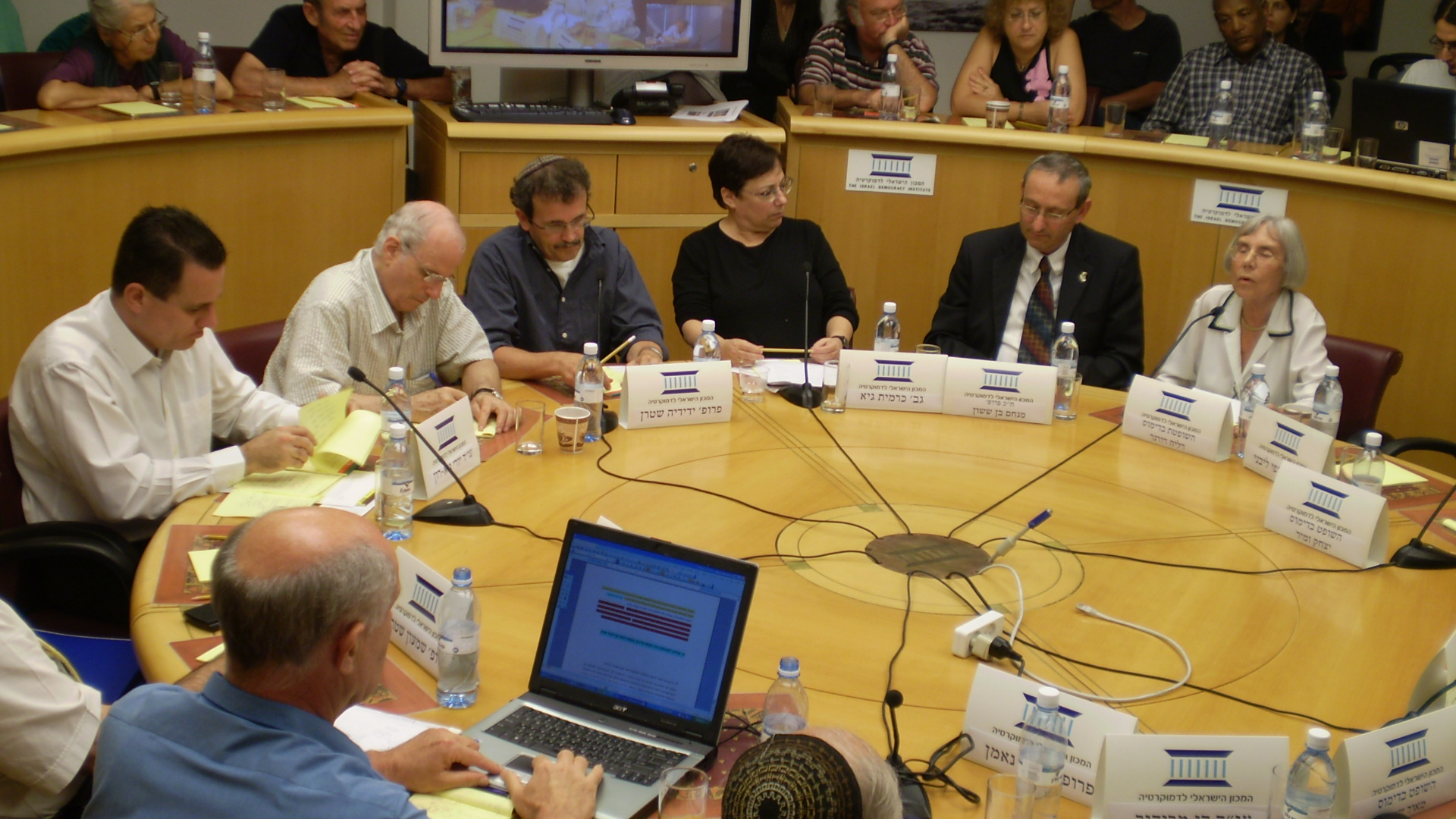
Круглый стол, Израильский институт демократии

Израильский институт демократии был основан в 1991 году Арье Кармоном и Бернардом Маркусом. Арье Кармон стал первым президентом института.
Израильский институт демократии работает над укреплением ценностей и институтов Израиля как еврейского и одновременно демократического государства. Институт зарекомендовал себя, как беспристрастный исследовательский центр, который посредством тщательных прикладных исследований влияет на политику, законодательство и общественное мнение. Институт сотрудничает с:
- правительством
- политиками и лицами, принимающими решения
- государственной службой
- обществом

Его цели:
- улучшение функционирования правительства и его институтов
- противостояние угрозам безопасности при сохранении гражданских свобод
- укрепление солидарности в израильском обществе.

Израиль признал положительное влияние исследований и рекомендаций IDI, присудив институту самую престижную награду — Премию Израиля за жизненные достижения.
В 2014 году президентом института был назначен Йоханан Плеснер.

## Состав
В состав Израильского института демократии входят следующие центры:

### Центр демократических ценностей и институтов
Занимается основными вопросами израильской демократии и эрозией общественной приверженности реальной демократии и её ценностям. Центр сосредоточен на укреплении приверженности государственных учреждений и лиц, принимающих решения:
- защите прав человека
- принципам свободы и равенства
- верховенству закона

Исследовательская и внедренческая работа, проводимая в центре, концентрируется на неудачах в реализации принципа разделения властей и на сохранении независимости структурных институтов государства, включая:
- суды
- Кнессет
- правительство
- регулирующие органы
- прокуратуру и генерального прокурора
- местные органы власти
- средства массовой информации[7].

### Центр религии, нации и государства
Обращается к вопросу о том, как сбалансировать партикуляристские еврейские характеристики Государства Израиль (национальность и религия) с его либерально-демократическими характеристиками. Центр занимается:
- обновлением концептуальных основ еврейско-демократического сионизма
- внутренними и внешними вызовами еврейской идентичности государства
- разработкой способов интеграции израильского харедимного населения в общую израильскую экономику и общество[8].

### Центр управления и экономики
Цель: продвижение реформ политической системы, государственной службы и рынка труда в Израиле с целью улучшения функционирования этих систем и повышения общественного доверия к ним.

### Центр безопасности и демократии
Цель: отображение проблем, связанных с борьбой с терроризмом, и исследование возможности поддержания баланса между удовлетворением потребностей в области безопасности и защитой прав человека.

### Центр общественного мнения и политических исследований имени Витерби
Целью данного независимого исследовательского центра под эгидой Израильского института демократии является:
сбор, анализ и хранение эмпирических данных об израильскогм обществе и политике.
Центр образован в 1998 году. В базе данных центра содержится более тысячи опросов общественного мнения, проведенных с 1967 года по целому ряду политических, социальных и связанных со СМИ тем. Центр возглавляет профессор Тамара Герман. Среди наиболее примечательных публикаций, выпущенных Центром — ежегодный индекс израильской демократии; и ежемесячный индекс мира, выпускаемый в партнерстве с Тель-Авивским университетом. Первоначально институт был назван в честь Луи Гуттмана, а в январе 2021 года был переименован в честь Эндрю Витерби.

## Деятельность

### Конференция Эли Гурвица по экономике и обществу (бывший Форум Кесарии)
Конференция Эли Гурвица по экономике и обществу, проводимая Израильским институтом демократии, является ведущей экономической конференцией Израиля. С 1993 года конференция служит местом встречи для общественного обсуждения и профессиональных знаний, касающихся экономики и общества в Израиле.

### Вычисление индекса израильской демократии
Индекс израильской демократии представляет собой ежегодную оценку качества демократии в Израиле. Вычисляется на основе крупномасштабного опроса, проводимого ежегодно с 2004 года с репрезентативной выборкой населения Израиля, включающей около 1500 респондентов в возрасте 18 лет и старше. Опрос предназначен для выявления тенденций в израильском обществе по существенным вопросам, касающимся реализации демократических ценностей и целей, а также функционирования государственных систем и выборных должностных лиц.
Наряду с общей оценкой Индекс также ежегодно фокусируется на конкретной теме, связанной с израильской демократией.
Выбор конкретных тем по годам:
- мнения израильской молодежи (2004)
- СМИ в израильской демократии и десятая годовщина убийства Рабина (2005)
- политические партии в Израиле (2006)
- сплоченность в раздробленном обществе (2007)
- гражданское общество в Израиле (2008)
- двадцатая годовщина массовой иммиграции из Советского Союза (2009)
- демократические принципы в Израиле на практике (2010)
- социальный протест, год спустя (2012)
- мнения граждан о социально-экономической ситуации (2014)
- убийство Рабина, двадцать лет спустя (2015)
- мнения в обществе харедим (2016)[14].

### Премия выдающегося парламентария
Премия института «Выдающийся парламентарий» направлена на поощрение качественной парламентской деятельности.
Награда ежегодно присуждается двум депутатам Кнессета, одному от правящей коалиции и одному от оппозиции, на основе всестороннего анализа нескольких фиксированных критериев, используемых для определения хорошей работы парламента. Затем комитет по награждению под председательством судьи в отставке Теодора Орра созывается для обсуждения списка кандидатов и выбирает лауреатов на основе предоставленных данных, также учитывается широкое общественное влияние.

### Политическая и избирательная реформа
Форум политической реформы в Израиле был основан Арье Кармоном
Форум проходил под председательством бывшего председателя Верховного суда Меира Шамгара, а в его состав входили ученые, судьи в отставке, ведущие общественные деятели и бизнесмены. В 2015 году Израильский институт демократии опубликовал обновленный план политической и избирательной реформы, целью которого было формирование двух основных блоков политических партий, обеспечивающих чёткие альтернативы правительству.

### Онлайн-журнал «Парламент»
«Парламент» — это онлайн-журнал, первый номер которого вышел в 1993 году. В 2007 году изменилась редакционная политика журнала, вместо разнообразных статей на такие темы, как выборы в Израиле и во всем мире, израильское общество, конституция и основные законы, религия и государство, безопасность и вооруженные силы, участие в политической жизни, политические партии, Евросоюз и многое другое, теперь каждый номер посвящается одной основной теме. В настоящее время журнал размещён только в Интернете и больше не издается в печатном формате.

### Программа стипендий по правам человека и иудаизму
Предусмотрена стипендиальная программа для выдающихся докторантов-исследователей в области прав человека и иудаизма.

### Ежегодный статистический отчет об ультраортодоксальном обществе в Израиле
Это публикация, в которой содержится исчерпывающая антология существующих количественных данных об израильском обществе ультраортодоксов. Отчёт включает демографию, образование, благосостояние, уровень жизни, занятость, модели голосования на выборах в Кнессет и образ жизни ультраортодоксов.
Отчёт подготавливается группой исследователей из Иерусалимского института политических исследований и Израильского института демократии.

### Юридические заключения для Министерского комитета по законодательству
Министерский комитет по законодательству под председательством министра юстиции собирается еженедельно, чтобы определить позицию правящей коалиции по всем предлагаемым законам, будь то законопроекты, предложенные правительством или частными членами.
Каждую неделю Израильский институт демократии представляет юридическое заключение по законопроектам, обсуждаемым комитетом, которое также передается соответствующим комитетам Кнессета. Заключение готовят научные сотрудники института.

### Блог «Проверка благонадёжности»
Существует онлайн-форум «Проверка благонадёжности» для анализа вопросов, касающихся как национальной безопасности, так и демократии и вносящий вклад в общественно-академические дебаты по вопросам национальной безопасности с различных точек зрения, включая право, этику и социальные науки.
Редакторами блога являются исследователи Израильского института демократии

### Выборы и политические партии
Инструмент обзора выборов в Израиле с момента основания государства и политических партий, участвовавших в них. Информация о партиях:
- политическая платформа
- основные лидеры
- количество голосов и мест в Кнессете, полученных на каждых выборах
- представительство в правительстве .

Информация о выборах:
- политический контекст
- полные списки кандидатов, включая те партии, которые не преодолели избирательный барьер.

### Сравнительная международная перспектива
Инструмент подробной политической информации о 50 демократических странах, включая Израиль.
Информация включает данные:
- население, территория, язык
- нынешние лидеры
- система правления
- избирательная система
- тип нынешнего правительства
- структуре законодательной власти
- рейтинги стран по индексам свободы прессы, восприятия коррупции, процента женщин-членов парламента, коэффициент Джини

### Разработка Конституции
В 2001 году был учреждён общественный совет консенсуса под председательством бывшего председателя Верховного суда Меира Шамгара с целью разработки конституции Израиля. В совет входило около 100 членов, включая министров и членов Кнессета; светские, национально-религиозные и ультраортодоксальные евреи; арабы; правые и левые; ученые, юристы, религиозные лидеры и общественные деятели. В течение пяти лет этот общественный совет изучал различные точки зрения на конституционные вопросы в Израиле и приступил к формулированию соглашений и компромиссов, необходимых для создания консенсусной конституции.

## Лидерство
Израильский институт демократии возглавляет бывший депутат Кнессета Йоханан Плеснер . В руководство института входят два вице-президента по исследованиям: профессор Мордехай Кремницер, и профессор Йедидия Стерн, профессор права в Университете Бар-Илан и бывший декан его юридического факультета. Старшими научными сотрудниками института являются адмирал Ами (Амихай) Аялон, профессора Ханох Даган, Моми Дахан, Юваль Фельдман, Тамар Германн, Шахар Лифшиц, Йотам Маргалит, Гидеон Рахат, Эли Шалтиэль и Юваль Шани, а также Дорон Х. Коэн. Среди бывших старших научных сотрудников профессора Ави Бен Бассат, Рут Гэвисон, Давид Нахмиас, Эяль Навех, Авиезер Равицкий, Анита Шапира и юрист Дэн Меридор. Ныне покойный профессор Ашер Ариан возглавлял программу института по политическим реформам и руководил его Гуттмановским центром прикладных социальных исследований. В 2013 году Дан Ландау сменил раввина Ицхака Леви на посту главы отдела реализации политики IDI. Бывший госсекретарь США Джордж П. Шульц является председателем международного консультативного совета института. Амир Эльштейн является председателем правления. Раввин д-р Бенджамин (Бенни) Лау возглавляет проект института «Права человека и иудаизм в действии».
В 2018 году Юваль Шани был вице-президентом по исследованиям.

## Отдел публикаций
Отдел публикаций Израильского института демократии публикует книги и политические исследования, написанные научными сотрудниками института, а также материалы конференций и учебных дней, организованных институтом. Ранее отдел также издавал онлайн-журнал «Седьмой глаз» ()

### Опубликованные политические исследования и книги
- От жертвы к суверенитету: анализ дискурса виктимизации в Израиле
- Религиозный? Национальный! — Национально-религиозный сектор в Израиле.
- Ежегодный статистический отчёт ультраортодоксального общества в Израиле
- Две экономики, одно общество — публикация конференции Эли Гурвица по экономике и обществу
- Либеральная философия Теодора Герцля — как улучшить работу Кнессета
- NEET среди молодых арабов в Израиле
- Генеральный план трудоустройства ультраортодоксов в Израиле
- Выборы в Израиле 2015 г.
- Арабское меньшинство в Израиле и дискурс «еврейского государства»
- Цензура и государственная тайна в цифровую эпоху

## Награды и признание
В 2009 году  Израильский институт демократии был удостоен Премии Израиля за «жизненные достижения и особый вклад в общество и Государство Израиль».
В отчете Университета Пенсильвании за 2014 год «Global Go To Think Tanks Report» занял 23 место среди аналитических центров на Ближнем Востоке и в Северной Африке.

## Бюджет
Институт демократии финансируется за счет благотворительных пожертвований, которые в 2017 году составили 8 989 254 доллара. Основной спонсор — еврейско-американский миллиардер Бернард Маркус.
Бюджет института ежегодно публикуется в годовом отчете.

## Внешние источники
- Официальный веб-сайт
- Пресс-центр Израильского института демократии